# Llac Hawea
El Llac Hawea (en maori: Hāwea) és un llac situat a la regió Otago, a l'illa del Sud de Nova Zelanda, a una altitud de 348 m. Cobreix una àrea d'uns 141 km² i fa 392 m en el seu punt més profund. El seu nom és maori, i es creu que porta el nom d'una tribu local, encara que el significat exacte és incert.

## Descripció
El 1958 el llac va ser elevat artificialment 20 m per tal d'emmagatzemar més aigua i generar, així, més energia hidroelèctrica.
La seva extensió més gran, que és aproximadament al llarg d'un eix nord-sud, el llac fa 35 km de llarg. És en una vall glacial formada durant la darrera glaciació, i està alimentat pel riu Hunter. El llac Wanaka, a prop d'aquí, és en una vall glacial paral·lela vuit km a l'oest; en el seu punt més proper (una carena rocosa anomenada The Neck), els llacs són només a 1.000 m de distància. El llac té una presa al sud formada per una antiga morrena terminal, creada fa uns 10.000 anys.
L'única terra plana al voltant del llac és a l'extrem sud, envoltant la seva sortida al riu Hawea, un curt afluent del riu Clutha, al que s'uneix prop d'Albert Town. La població de Hawea es troba a la costa sud del llac.
El llac és un centre turístic popular, i s'utilitza força a l'estiu per a la pesca, la navegació esportiva i la natació. Les muntanyes pròximes i els rius ràpids permeten el turisme d'aventura durant la major part de l'any, ja que hi ha instal·lacions de jetboat i esquí situades a prop.
En la història preeuropea Hawea va tenir un paper important, quan, durant la dècada del 1830 els residents maori de Hawea van avisar els residents de la costa est de l'illa del Sud d'un atac planejat pels passos alpins per un esquadró del guerrer Te Puoho. El primer europeu en veure el llac va ser Nathanael Chalmers al 1853.